# Челябінськ
Челя́бінськ (рос. Челя́бинск) — місто в Росії, адміністративний центр Челябінської області. Важливий транспортний вузол та індустріальний центр. Населення — 1 млн 177 тис. мешканців (2024).
З містом Челябінськом пов'язано багато унікальних пам'яток і знаменитих імен
Челябінськ був заснований в 1737 р., статус міста отримав в 1787 р.

## Історія
Місто Челябінськ було засноване 13 вересня 1736 року як Челябінська фортеця на місці на місці урочища Селябе (рос. Челяби).

13 вересня полковник О. І. Тевкелев (Тевкелев Кутлу-Мухаммед) писав: «в урочищі Челябі від Міяської фортеці в тридцяти верстах заклав місто».

Причиною будівництва Челябінської фортеці були напади башкортів на російські обози з продовольством, що прямували з Теченської слободи в Оренбурзьку та Верхньояїцьку фортеці.

Указом імператриці Катерини II від 23.12.1781 (3.1.1782) Челябінський повіт передано до складу Уфимського намісництва. Уральській області.

З 1934 року місто адміністративний центр Челябінської області.

### Падіння метеорита
15 лютого 2013 року приблизно о 09:35 (за місцевим часом), на відстані приблизно 270 км від поверхні Землі, над Челябінськом пролетів метеорит
На 18 годину 15 лютого, за даними управління охорони здоров'я Челябінська, у лікувальні заклади міста звернулись за медичною допомогою 758 людей, з них 159 дітей. Ця подія була дуже резонансною, та масово поширеною через інтернет у перші ж кілька годин.

## Вулиці та площі

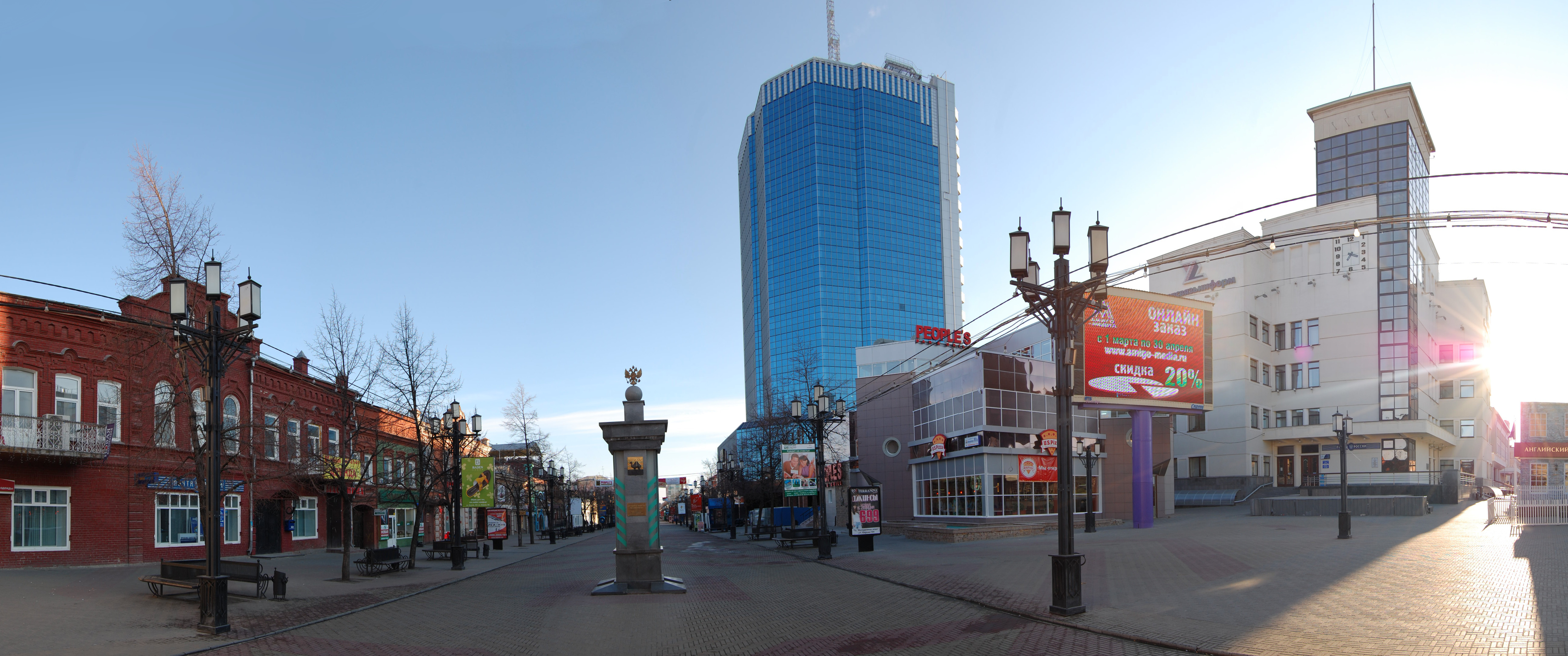
Вулиця Кірова

У радянську епоху перейменування вулиць Челябінська відбувалося постійно. Перше з них зазначено 1 травня 1920. Тоді виконком міської Ради перейменував ряд центральних вулиць і площ Челябінська на честь полеглих героїв Громадянської війни, борців за свободу і нових революційних символів, видавши постанову: "Доручити горкоммунальному господарству подбати про виготовлення в терміновому порядку вивісок на кути вулиць та номерів для будинків і по виготовленні їх видати наказ, що вулиці перейменовуються ".
Надалі нові назви також змінювалися. Нижче наводяться сучасні та дореволюційні назви вулиць.
Площі:
- Соборна площа — нині площа Ярославського. Розташована в Центральному районі. Утворена вулицями Сибірської (нині Праці), Великий (нині Цвиллинга), Уфімської (нині Кірова). Носить ім'я Є. М. Ярославського (1878—1943) — радянського партійного і державного діяча. Соборна площа — одна з перших площ міста. Утворилася після перенесення Челябінської фортеці, що розташовувалася біля Хрісторождественская собору. В радянську епоху (30-ті рр.) Собор був підірваний, а площа перейменована.
- Південна площа — нині головна площа Челябінська — площа Революції.
- Казармена площа названа унаслідок розташовувалися тут Білих казарм. Казармена площа перейменована 20 лютого 1920 за рішенням Челябінського Ради в Площа полеглих революціонерів, на честь революціонерів, зарубаних козаками 3 червня 1918 біля моста через р. Ігуменку.
- Олександрівська площа названа — в 1881 в пам'ять про убитому імператорі Олександрі II. В 1911 на площі побудована церква в ім'я Святого Олександра Невського. Сучасна назва Алое поле площа отримала 1 травня 1920.

Вулиці:
- Леніна проспект — зараз це центральна вулиця Челябінська. Раніше пр. Леніна називався вулицею Спартака, яка складалася з Південного Бульвару і частини вулиці Сербської.
- Уфімська — це одна з перших міських вулиць, торговий центр старого Челябінська. Нині - вулиця Кірова.
- Оренбурзька — нині вулиця Васенка.
- Азіатська — нині вулиця Єлькина.
- Семенівська-Знаменська — нині вулиця Працівниць.
- Садово-Болотяна — нині вулиця Червона.
- Велика — нині вулиця Цвіллінга.
- Микільська — нині вулиця Радянська.
- Сучасна вулиця Свободи утворилася з двох вулиць Ключевської і ахматівської.
- Чорногорська — нині вулиця Соні Кривий.
- Комуни вулиця утворилася з двох вулиць Скобелевскої і Степової.
- Карла Маркса вулиця утворилася з двох вулиць Михайлівської та Ісецької.
- Праці вулиця утворилася з двох вулиць Іванівської та Сибірської.
- Червоноармійська вулиця утворилася з двох вулиць Солдатської та Іллінської.
- Свердлівський проспект — одна з головних дорожніх артерій, що, проходячи через все місто від в'їзду з боку Єкатеринбурга, переходить потім у вулицю Блюхера і далі — в Уфимський тракт. До кінця нульових років — чи не єдина дорожня артерія, яка з'єднувала один з промислових центрів (ЧМК) з центром міста. Також, на ній знаходяться деякі великі підприємства і один з комерційних центрів Челябінська.

## Адміністративний устрій

### Муніципальний уряд
Вищою посадовою особою є міський голова, посаду займає Станіслав Мошаро з 4 червня 2010 року. Главу міста вибирає міська Дума з 2010 року. У травні 2010 року були внесені зміни до статуту міста, що скасовують вибори мера. Крім скасування виборів мера, був введено посаду сіті-мененджера, посаду якого займає Давидов Сергій Вікторович з 2010 року.

### Адміністративний поділ
Челябінськ територіально розділений на 7 районів:
- Калінінський
- Курчатівський
- Ленінський
- Металургійний
- Радянський
- Тракторозаводський
- Центральний

У межах міста знаходяться селища: Бабушкіна, Градський копальня, Дмитра Донського, Каштак, Меблевий, ім. Маяковського, Міасскій, Новосінеглазовскій, Первоозерний, Першин, Плановий, Смолинський, Соснівка, Сухомесово, Урицького, Федорівка, Чурилова, Шершні, Локомотивний, Баландине та інші.

### Офіційні символи
Перший герб Челябінська було затверджено 8 червня 1782 дійсним статським радником Волковим. У той час Челябінськ належав до Уфімського намісництва, через це у верхній частині герба було вміщено зображення біжучої куниці — основний елемент Уфимського герба, а в нижній частині — зображення нав'юченого верблюда. Він символізує торгове значення міста. В 1796 Уфімське намісництво перетвориться в Оренбурзьку губернію у верхній частині герба замість біжучої куниці з'явився герб Оренбурга, але герб не був затверджений. В 1872 при виготовленні знака члена міської управи він був зображений у версії 1782. У радянський час історичний герб був скасований. 13 вересня 1994 на основі історичного герба міста та герба Ісетської провінції було створено новий проект, але його реєстрація в державній герольдії при президенті РФ (у 1997—1998) не пройшла через безліч істотних недоліків. 12 вересня 2000 доопрацьований варіант затверджений і переданий на державну реєстрацію. 2 липня 2001 герб Челябінська внесений до державного геральдичного регістру РФ під № 688.
|                           |  |              |  |                |
| Герб радянського періоду. |  | Герб (1994). |  | Нинішній герб. |

## Населення
Населення Челябінська за даними перепису Російської імперії 1897 становило всього 20 тис. чол. До 1926 року чисельність населення потроїлася і склало 59 тис. чол. У повоєнні роки, коли населення евакуювали на Урал і Сибір, після індустріалізації 1930-х і будівництві найбільших підприємств металургії та машинобудування, а також хімічної та інших галузях, які забезпечували постачання бойової техніки у воєнні роки, а також сільськогосподарської техніки, населення збільшилося більш ніж в 10 разів і склало вже до 1959 року 689 тис. чол. Бурхливий розвиток Челябінська у повоєнні роки дало країні ще один мегаполіс: 13 жовтня 1976 народився мільйонний житель міста. Сьогодні, за останнім переписом 2010 року, Челябінськ займає 9 місце в списку міст Росії за чисельністю населення — 1 130 132 чоловік.
| Народ               | Національний склад за всеросійським переписом 2010 року |
| ------------------- | ------------------------------------------------------- |
| Росіяни             | 936 457 (86,53 %)                                       |
| Татари              | 54 400 (5,03 %)                                         |
| Башкири             | 33 716 (3,11 %)                                         |
| Українці            | 15 638 (1,44 %)                                         |
| Німці               | 7 096 (0,65 %)                                          |
| Білоруси            | 3 999 (0,37 %)                                          |
| Вірмени             | 3 666 (0,34 %)                                          |
| Мордва              | 3 097 (0,29 %)                                          |
| Таджики             | 2 966 (0,27 %)                                          |
| Казахи              | 2 866 (0,26 %)                                          |
| Інші національності | 18 368 (1,70 %)                                         |

| 1795       | 1856       | 1882       | 1897       | 1905       | 1913       | 1916       | 1923       | 1926       |
| ---------- | ---------- | ---------- | ---------- | ---------- | ---------- | ---------- | ---------- | ---------- |
| 2700       | ▲4300      | ▲7700      | ▲20 000    | ▲35 500    | ▲65 100    | ▲67 300    | ▼54 300    | ▲59 000    |
| 1931       | 1939       | 1956       | 1959       | 1962       | 1967       | 1970       | 1973       | 1975       |
| ▲116 900   | ▲273 000   | ▲612 000   | ▲689 049   | ▲751 000   | ▲836 000   | ▲875 210   | ▲928 000   | ▲989 000   |
| 1976       | 1979       | 1982       | 1985       | 1986       | 1987       | 1989       | 1990       | 1991       |
| ▬989 000   | ▲1 029 522 | ▲1 066 000 | ▲1 105 000 | ▬1 105 000 | ▲1 119 000 | ▲1 141 777 | ▼1 113 000 | ▲1 148 000 |
| 1992       | 1993       | 1994       | 1995       | 1996       | 1997       | 1998       | 1999       | 2000       |
| ▼1 143 000 | ▼1 135 000 | ▼1 125 000 | ▼1 086 000 | ▼1 083 000 | ▲1 084 000 | ▬1 084 000 | ▲1 086 300 | ▼1 083 200 |
| 2001       | 2002       | 2003       | 2004       | 2005       | 2006       | 2007       | 2008       | 2009       |
| ▼1 081 100 | ▼1 077 174 | ▼1 076 000 | ▼1 071 000 | ▲1 095 100 | ▼1 093 000 | ▼1 091 500 | ▲1 092 500 | ▲1 093 699 |
| 2010       | 2011       | 2012       | 2013       | 2014       | 2015       | 2016       | 2017       |            |
| ▲1 130 132 | ▲1 131 108 | ▲1 143 458 | ▲1 156 201 | ▲1 169 432 | ▲1 183 387 | ▲1 191 994 | ▲1 198 858 |            |

## Суспільство

### Наука та освіта

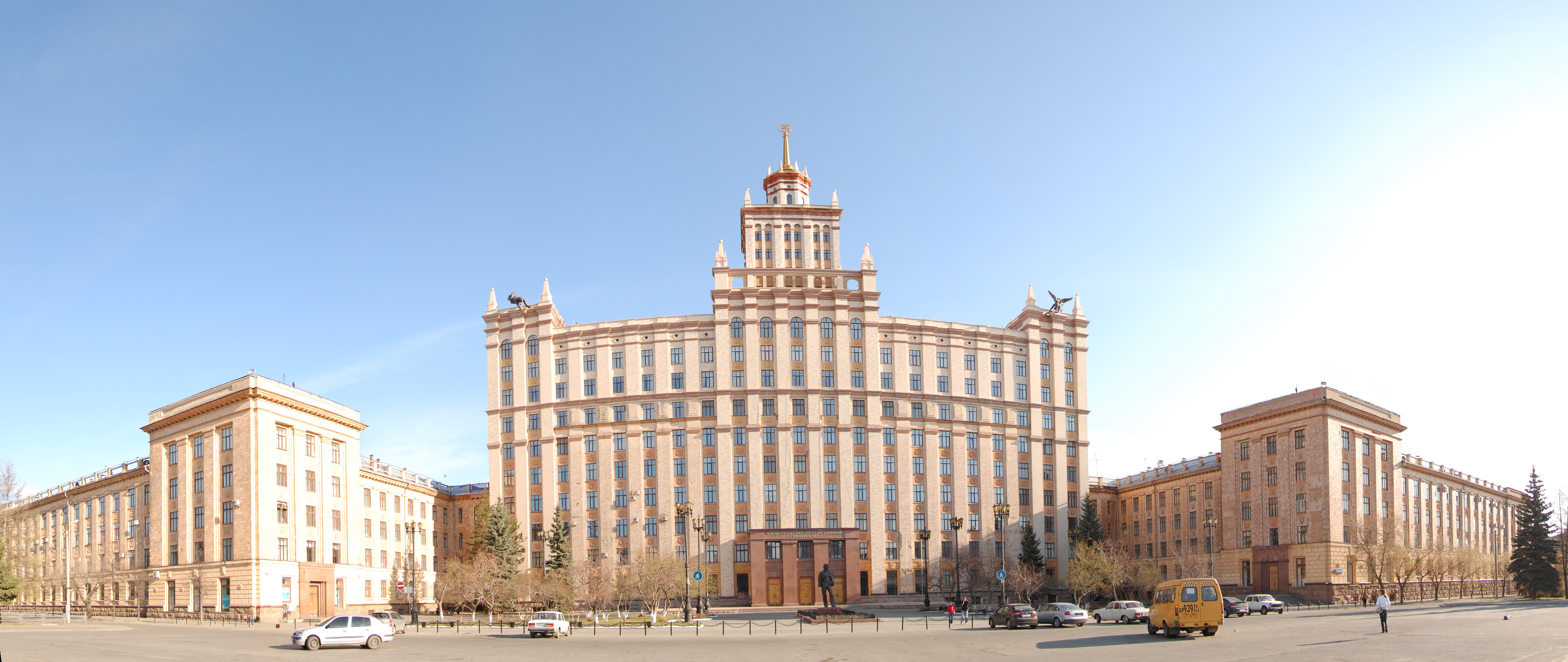
Вид на головний корпус ЮУрГУ

Наприкінці 1920-х років першим п'ятирічним планом розвитку народного господарства (1928–1933) було дано початок індустріалізації, колективізації сільського господарства і культурної революції як «триєдиної задачі по корінній перебудові суспільства». У зв'язку з цим різко зросла потреба у фахівцях з вищою освітою. Тим не менш, країна залишалася аграрною, тому найбільша і різка потреба була в інженерах в галузі сільського господарства. У травні 1930 в Челябінську було організовано перший вищий навчальний заклад — Уральський інститут індустріального землеробства (нині ЧГАА). Пізніше, зі зростанням грамотності населення, виникає необхідність в педагогічних працівниках і в 1934 році в місті відкривається ще один ВНЗ — педагогічний інститут.
У зв'язку з потребою Південного Уралу в інженерних кадрах під час німецько-радянської війни в 1943 в місті відкривається Челябінський механіко-машинобудівний інститут (ЧММІ, нині ЮУрГУ). C цього часу Челябінськ стає регіональним центром розвитку науки і кузнею технічних кадрів для всього Уралу. У 1944 році починає свою роботу Челябінський медичний інститут (на даний час — Челябінська державна медична академія), заснований на базі Київського медичного інституту, евакуйованого на Південний Урал в роки німецько-радянської війни. В 1976 в місті відкрився перший ВНЗ зі статусом університету — Челябінський державний університет.
У місті зараз функціонує всього один військовий внз — Челябінське вище військове авіаційне училище штурманів (військовий інститут) — філія Військового навчально-наукового центру Військово-повітряних сил «Військово-повітряна академія імені професора М. Є. Жуковського і Ю. А. Гагаріна». Військових фахівців — офіцерів запасу з громадянською освітою — готують і на факультеті військового навчання ЮУрГУ.
Челябінське вище військове автомобільне командно-інженерне училище (військовий інститут) було ліквідовано з 1 жовтня 2010 року, Челябінське вище військове командне училище (військовий інститут), раніше — Челябінське танкове училище, також ліквідовано 31 грудня 2007. У 2011 році припинив свою діяльність як вищий навчальний заклад і Челябінський юридичний інститут МВС Росії, нині це Челябінський комплекс безперервної професійної освіти МВС Росії. ЧВВАКУШ розформований з грудня 2011 в даний час на аеродромі Шагол дислокується дві авіабази, навчальний полк-філія Краснодарського училища льотчиків, він готує курсантів 5-го курсу штурманів, і бомбардувальний полк СУ-24, виведений з Читинської області.
У місті також налічується більше 150 шкіл, 50 середньо-спеціальних закладів, 300 дитячих садків, 18 інтернатних установ.

### Медицина і охорона здоров'я
У місті знаходиться обласна і дев'ять міських клінічних лікарень, безліч відомчих і районних поліклінік.
Станом на 2008 рік у Челябінську працює 56 лікувально-профілактичних закладів, у тому числі 48 муніципальних. У сфері охорони здоров'я у 2008 р. працювало 13 099 осіб (2007 р. — 12463 людини), у тому числі 4523 лікаря і 8576 середніх медичних працівників. Також у місті знаходиться велика кількість приватних вузькоспрямованих і широкопрофільних медичних центрів, широко розвинена аптечна мережа. За неофіційними даними в місті в даний час працює близько 100 поліклінік, більше 200 аптек.
На початок 2010 року в місті працює близько 90 приватних клінік, половина з яких — стоматологічні. Серед найбільших приватних клінік Челябінська: «ЕН КЛИНИК» «ДНК Клініка», «Лотос», «Клініка репродуктивної медицини», «Парацельс», Familia, «Перлина», «Панацея», «Вісва», «Близнюки».
У місті знаходяться і установи регіонального та федерального масштабів: з 1978 року в місті функціонує обласний опіковий центр, побудований регіональний кардіоцентр, на базі Челябінська обласної онкологічної клініки відкрито єдиний в Росії за Уралом Центр позитронної емісійної томографії.

### Релігія

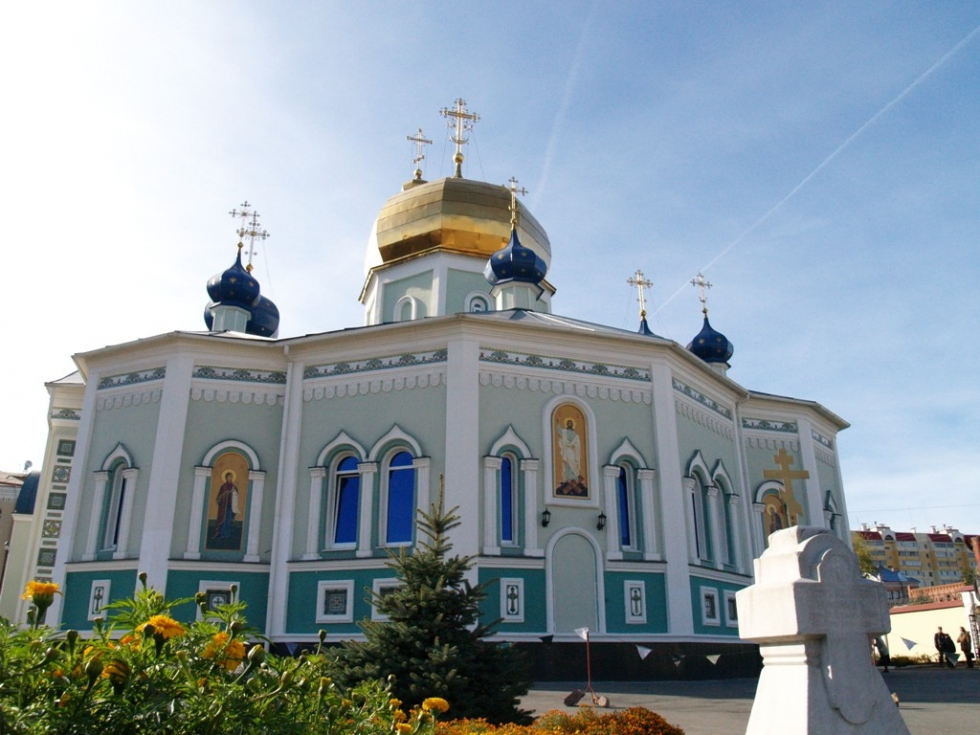
Свято-Симеоновской кафедральний собор

Челябінськ історично розвивався як центр змішання безлічі культур: перш за все культури корінних жителів регіону — башкир, татар і росіян. У Челябінську діє ряд православних храмів і мечетей, католицький храм, кілька протестантських церков, синагога. Завершено будівництво Свято-Георгіївського храму на вулиці Жукова, ведеться будівництво храму на честь святого Сергія Радонезького на Північно-Заході міста і мечеті в Металургійному районі.
Православні храми:
- Свято-Симеоновской кафедральний собор
- Храм Святої Трійці
- Храм ікони Божої Матері «Утамуй мої печалі»
- Храм святителя Василя Великого
- Храм на честь ікони Божої Матері «Всіх скорботних Радість»
- Храм в ім'я ікони Божої Матері «Несподівана Радість» (на території МКЛ № 1)
- Храм Успіння Пресвятої Богородиці (Успенське кладовище)
- Храм на честь Святого Великомученика Георгія Побідоносця
- Храм Святого князя Володимира (пост ДАІ на Троїцькому тр.)
- Храм ікони Божої Матері «Стягнення загиблих» (вул. 2-ая Павелецкая, 36а, біля заводу «Теплоприбор»)

Протестантські церкви:
- Церква євангельських християн баптистів «Благовістя», вул. Куйбишева, 64
- Церква євангельських християн баптистів на вул. Львівська 1в
- Церква Спасителя Ісуса Христа на вул. Черкаська 2 м.
- Церква християн віри євангельської (п'ятидесятників) «Нове Життя», вул. Червоноармійська, 57

Мечеті:
- Мечеть № 129 соборна («Ак-метає»)
- Мечеть № 90 соборна
- Мечеть № 901 (мечеть Ісмагил)
- Мечеть № 812 Металургійного району

## Культура та мистецтво
Челябінськ є культурним центром, тут зосереджено безліч культурних установ, протікає своя культурне життя.

### Події
- У місті щорічно проводиться нагородження всеросійської премією «Світле минуле».
- Перед новим роком щорічно на районних площах міста, а також у парках та на площі Революції споруджуються крижані містечка з розважальними атракціонами, влаштовуються конкурси та змагання.
- Традиційно на початку весни у парках міста проходить прощання з зимою — Масляна.
- Щорічно восени в день народження міста проводяться численні демонстрації, влаштовуються святкові ходи, виступ відкритих концертів зірок естради, на Кіровці масові гри в шахи з майстрами спорту, театральні та музичні виступи, покази моди.
- Найважливішим святом в Челябінську є «День Перемоги», 9 травня влаштовується урочистий парад за участю важкої техніки, організується польова кухня, різні конкурси, народне гуляння і вечірній салют.
- Сабантуй.
- У 2007 році в місті пройшов VII національний федеральне свято Сабантуй.
- Щорічне свято квітів проводиться в ЦПКіВ.
- Щоосені в садових товариствах проводиться свято врожаю (в СНТ «Вишневий» є сцена з зоровими рядами), що зводиться до виставок, конкурсів та дегустації.

### Цирки, зоопарки, іподроми
- Челябінський Державний цирк
- Періодично приїжджає цирк Шапіто
- Челябінський зоопарк
  - Контактний зоопарк
  - Інсектарій
- Існує кілька приватних контактних зоопарків
  - У парку Гагаріна
  - У ТРК «Куба»
- «Акваріум» на ЧМК
- Кінні клуби
  - «Гармонія»
  - «Ріфей» (сел. Кременкуль)
  - «Буян»
  - «Пегас»
  - «Найкрасивіший кінь»
  - «Срібне копитце»
  - «Фортуна»

### Музеї

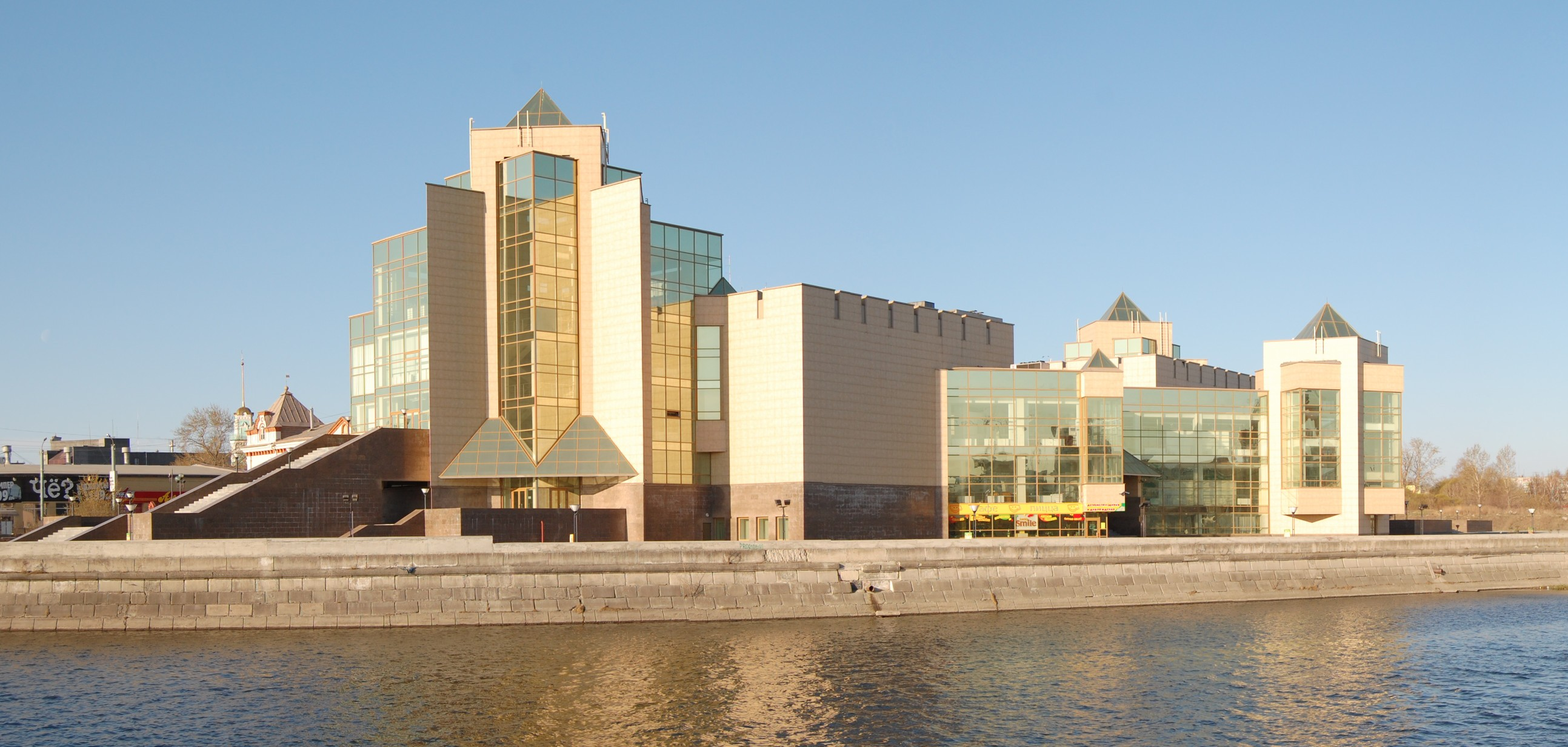
Державний історичний музей Південного Уралу

- Державний історичний музей Південного Уралу (до 2016 року — Челябінський державний краєзнавчий музей)
- Челябінський державний музей образотворчих мистецтв
  - Музей декоративно-ужиткового мистецтва Уралу (з 2005 року у складі музею образотворчих мистецтв)
  - Челябінська обласна картинна галерея (з 2005 року у складі музею образотворчих мистецтв)
- Челябінський обласний геологічний музей
- Музей залізничної техніки Південно-Уральської залізниці
- Музей військової техніки в саду Перемоги
- Музей трудової і бойової слави Челябінського тракторного заводу
- Музей поштового зв'язку Челябінської області
- Музей цікавої науки «Експеріментус» [Архівовано 19 січня 2019 у Wayback Machine.]

### Театри
- Челябінський державний академічний театр драми імені Наума Орлова
- Челябінський державний академічний театр опери та балету імені М. І. Глінки
- Челябінський державний драматичний Камерний театр
- Челябінський державний обласний театр ляльок
- Челябінський державний молодіжний театр
- Театр «Манекен»
  - Студія-театр «Манекен» ЮУрГУ
- Челябінський Новий художній театр (НХТ)
- Челябінський театр сучасного танцю

### Концертні зали
- Челябінська філармонія
  - Концертний зал ім. Прокоф'єва
  - Зал камерної та органної музики
- Центр ділового співробітництва (ЦДС)

## Пам'ятки
- Кіровка («Челябінський Арбат»)
  - Нульовий кілометр
  - Скульптури: «Лівша», «Полеглим в Афганістані», «Закон» та ін
  - Пам'ятник добровольцям-танкістам
- Сквер Перемоги
  - Пам'ятник героям ВВВ і вічний вогонь
  - Пам'ятник Доблесним синам Вітчизни
- Площа Революції
  - Пам'ятник В. І. Леніну
  - Сквер

- Театр ляльок
- Театральна площа
  - Челябінський державний академічний театр драми імені Наума Орлова
- Челябінський державний молодіжний театр (Театр юних глядачів)
- Театр «Манекен»
- Камерний Театр [Архівовано 2 квітня 2022 у Wayback Machine.]
- Міська філармонія імені Сергія Прокоф'єва
- Палац залізничників
- Палац культури Металургів
- Челябінський обласний краєзнавчий музей

- Льодовий палац «Уральська блискавка»
- Палац спорту «Юність»
- Льодова арена «Трактор»
- Міський сад (парк Пушкіна)
- Парк культури та відпочинку імені Гагаріна
- Центральний клуб, кінотеатр «Центральний клуб»
- Привокзальна площа:
  - Сказ про Урал
  - Залізничний вокзал — проєкт був розроблений інститутом «Київдіпротранс» під керівництвом архітектора Л. М. Чуприна. Нова будівля була урочисто відкрита 5 листопада 1965 року. У 1967 році вокзал був визнаний найкращим у СРСР, а сама будівля вокзалу за незвичайний проєкт удостоєна срібної медалі Монреальської виставки.
  - Приміський залізничний вокзал
  - Автовокзал
- Пам'ятник «Орлятко»
- Меморіальний комплекс «Пам'ять» (Скорботні матері)
- Меморіальний комплекс «Подвиг» (у Першої школи)
- Алоє Поле
  - Зал камерної та органної музики
  - Палац піонерів імені Надії Крупської
  - Алея піонерів-героїв

- Челябінський цирк
- «Торговельний центр»
- Комсомольська площа і пам'ятник Танкоград

- «Сфера любові»

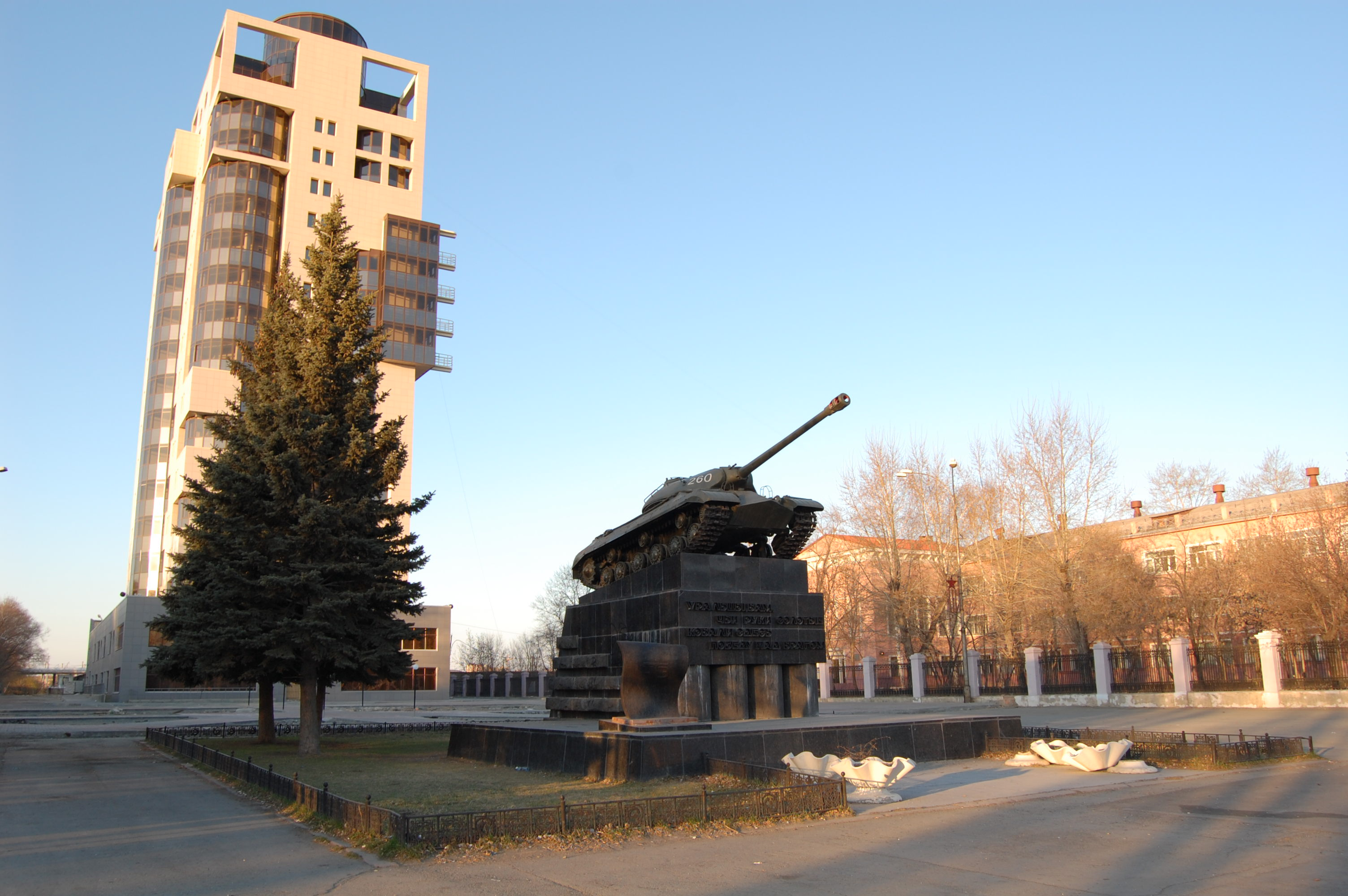
Танк на Комсомольській площі

З містом Челябінськом пов'язано чимало інших унікальних пам'яток і знаменитих імен.

## Спорт
У Челябінську базуються хокейні клуби:
- «Трактор», який виступає у Континентальній хокейній лізі
- «Челмет», який виступає у чемпіонаті Вищої хокейної ліги

## Відомі люди
- Данило Алістратов — російський хокеїст.
- Євген Агеєв — радянський актор театру й кіно.
- Дмитро Бавільскій — письменник, літературознавець, критик, журналіст.
- Беспалов Андрій Іванович (1971—2017) — молодший лейтенант Збройних сил України, учасник російсько-української війни.
- Ілля Бірман — музикант, дизайнер.
- Михайло Богуславський — журналіст, поет, режисер, сценарист.
- Юрій Бризгалов — поет, перекладач.
- Святослав Белза — літературознавець, музикознавець і телеведучий, народний артист Росії, заслужений діяч мистецтв України заслужений діяч Польської культури, музичний оглядач телеканалу «Культура», дійсний член Академії Російського мистецтва та Академії Російського телебачення, критик.
- Василевський Радомир Борисович (1930—1998) — радянський і український кінорежисер та кінооператор.
- Іван Дорн — український співак і телеведучий.
- Єршов Костянтин Володимирович (1935—1984) — український та російський актор, режисер.
- Зінов'єва Світлана — український кінооператор, продюсер.
- Костюченкова Ірина Анатоліївна (* 1961) — радянська та українська метальниця списа-олімпійка.
- Курносов Ігор — гросмейстер (2003)
- Степан Морозов — актор театру і кіно.
- Костянтин Рубинський — поет, драматург, публіцист.
- Рурак Михайло Іванович (1951—2019) — заслужений тренер України з легкої атлетики, заслужений працівник фізичної культури і спорту.
- Рябов Володимир Володимирович (*1950) — радянський і російський композитор та піаніст. Заслужений діяч мистецтв Росії (1995).
- Артем Семакін — актор театру і кіно.
- Аліна Сергєєва — актриса.
- Андрій Середа — поет, письменник, драматург.
- Максим Сураєв (нар. 1972) — льотчик-космонавт.
- Валерій Ярушин — відомий радянський і російський співак, музикант-аранжувальник, композитор. Заслужений артист РРФСР (1987). Один із засновників ВІА «Аріель» в 1970 році і беззмінний керівник його «золотого складу» до 1989 року.
- Федір Чеханков — радянський і російський актор театру і кіно. Народний артист РРФСР.

## Міжнародні відносини

### Дипломатичні та консульські представництва, візові центри
- — Візовий центр[41]
- — Візовий центр

### Міста-побратими
- Петропавловськ, Казахстан
- Колумбія, США (з 1995 року)
- Ноттінгемшир, Велика Британія (з 2000 року)
- Рамла, Ізраїль (з 2000 року)
- Урумчі, Китай (з 2004 року)
- Харбін, Китай (з 2012 року)

### Міста-партнери
- Казань, Росія (з 2002 року)
- Омськ, Росія (з 2002 року)
- Уфа, Росія (з 1999 року)